# Puig de la Vall
El Puig de la Vall és una muntanya de 687 metres que es troba al municipi de Fonollosa, a la comarca catalana del Bages.